# 응퀴우 야 은티누
응퀴우 야 은티누(Nkuwu ya Ntinu)는 콩고 왕국의 킬루키니 왕조 제4대 군주이다.

## 같이 보기
- 콩고의 군주 목록
- 콩고 왕국